# Войславичи
Войславичи (укр. Войславичі) — село в Сокальской городской общине Шептицкого района Львовской области Украины.
Население по переписи 2001 года составляло 652 человека. Занимает площадь 2,302 км². Почтовый индекс — 80010. Телефонный код — 3257.

## История
В 1995 году селу Волынское возвращено историческое Войславичи

## Известные жители и уроженцы
- Олизаровский, Томаш Август (1811—1879) — польский писатель, поэт, драматург, представитель, так называемой, украинской школы.
- Штокало, Павел Лукич (1879—1945) — греко-католический священник, украинский писатель.